# Chryso-hypnum demaretii
Chryso-hypnum demaretii är en bladmossart som beskrevs av Masanobu Higuchi 1986. Chryso-hypnum demaretii ingår i släktet Chryso-hypnum och familjen Hypnaceae. Inga underarter finns listade i Catalogue of Life.